# Fischburgtal
Das Fischburgtal ist ein vom Landratsamt Münsingen am 18. April 1961 durch Verordnung ausgewiesenes Landschaftsschutzgebiet auf dem Gebiet der Stadt Bad Urach.

## Lage
Das knapp 139 Hektar große Landschaftsschutzgebiet liegt östlich des Stadtteils Wittlingen im Tal des Fischbachs und dessen Zufluss Hundsloch. Es gehört zum Naturraum Mittlere Kuppenalb.

## Landschaftscharakter
Das Fischburgtal ist größtenteils bewaldet. Die naturnahen Wälder sind mit zahlreichen Felspartien und Blockhalden durchsetzt. Im gewann Mühlhalde befindet sich eine größere Lichtung mit mageren Flachland-Mähwiesen und einem Feuchtbiotopkomplex. Im Süden befinden sich auch entlang des Fischbachs einige offene Bereiche, die als Grünland genutzt werden.

## Zusammenhängende Schutzgebiete
Im Süden schließt das Landschaftsschutzgebiet Öde am Hartberg an. Der südliche Teil des Fischburgtals gehört zum FFH-Gebiet Münsinger Alb und zum Vogelschutzgebiet Mittlere Schwäbische Alb. Ein Teil des Landschaftsschutzgebiets gehört zur Kernzone des Biosphärengebiets Schwäbische Alb.
Der Schlupffels im Süden des Gebiets und der Schwanenbergfels im Zentrum sind als flächenhafte Naturdenkmale ausgewiesen.